# Placoziphius
Placoziphius es un género extinto de cetáceo perteneciente a la familia Physeteridae, la única especie descrita es Placoziphius duboisii; existió durante el Mioceno inferior y fue hallado en Bélgica. La especie, relacionada con el cachalote, fue descrita en 1869.
Con un cráneo de 68 centímetros, la longitud total no excedía los cuatro metros.
El taxón fue considerado como un nomen nudum por Theodore S. Palmer en 1904, después de ser ubicado en diferentes familias fue atribuido finalmente a Physeteroidea por Olivier Lambert en 2008.